# 紀元前437年
紀元前437年（きげんぜん437ねん）は、ローマ暦の年である。
当時は、「マケリヌスとフィデナスが共和政ローマ執政官に就任した年」として知られていた（もしくは、それほど使われてはいないが、ローマ建国紀元317年）。紀年法として西暦（キリスト紀元）がヨーロッパで広く普及した中世時代初期以降、この年は紀元前437年と表記されるのが一般的となった。

## 他の紀年法
- 干支 : 甲辰
- 日本
  - 皇紀224年
  - 孝昭天皇39年
- 中国
  - 周 - 考王4年
  - 秦 - 躁公6年
  - 晋 - 哀公15年
  - 楚 - 恵王52年
  - 斉 - 宣公19年
  - 燕 - 閔公2年
  - 趙 - 襄子39年
  - 魏 - 文侯9年
- 朝鮮
  - 檀紀1897年
- ベトナム :
- 仏滅紀元 : 108年
- ユダヤ暦 : 3324年 - 3325年

## できごと

### ギリシア
- アテナイと東方のギリシア系植民都市との交易の状況を憂慮し、新たな潜在的脅威となる可能性があったトラキアとスキタイの同盟に対抗しようとしたペリクレスは、アテナイの艦隊を率いて黒海に面したポントス地方を訪れ、周辺のギリシア系諸都市と友好的な関係を打ち立てた。

### 共和政ローマ
- ウェイイとフィデナエの連合軍を独裁官マメルクス・アエミリウス・マメルキヌスが破り、凱旋式を挙行した (フィデナエの戦い)。この戦いでアウルス・コルネリウス・コッススがスポリア・オピーマを得た。

## 建築
- アテナイのアクロポリスで、ムネシクレス (Μνησικλής、Mnesikles) がプロピュライアの建設を始めた。建設作業は紀元前432年にペロポネソス戦争の影響で、中止され、そのまま完成されることはなかった。